# Karasawa Genba
Karasawa Genba est un nom japonais traditionnel ; le nom de famille (ou le nom d'école), Karasawa, précède donc le prénom (ou le nom d'artiste).
Karasawa Genba (唐沢 玄蕃) est un samouraï de la période Sengoku (XVIe siècle), obligé du clan Sanada.

## Biographie
Genba serait né à Sawatari dans la province de Shinano et était à l'origine officier au château d'Iwabitsu.
Sanada Masayuki et Sanada Yukitaka étaient très bons pour convaincre leurs adversaires de faire défection. Leur grand talent dans ce domaine les a conduit à remporter des victoires sur de nombreux châteaux lorsqu'ils s'y étaient infiltrés. Genba était un de ces anciens ennemis persuadés de changer de camp et par la suite a continué à servir sous les Sanada.
En tant qu'obligé des Sanada, Genba s'est introduit dans le château de Shiritaka avec ses compagnons et y a mis le feu. Il a participé à la bataille de Nagashino en 1575. Lorsque Takeda Katsuyori, le seigneur des Sanada, a perdu cette bataille, Genba s'est échappé et est retourné dans ses terres.
Dans la culture populaire, Genba est fréquemment représenté comme un ninja.

## Source de la traduction
- (en) Cet article est partiellement ou en totalité issu de l’article de Wikipédia en anglais intitulé « Karasawa Genba » (voir la liste des auteurs).